# Station La Villette - Saint-Prest
Station La Villette — Saint-Prest is een spoorwegstation in de Franse gemeente Saint-Prest.